# Czesław Karol Czajkowski
Czesław Karol Czajkowski, ps. „Docent”, „Przewodnik”, „Rentgen”, „Szeremeta” (ur. 13 kwietnia 1895 w Czortkowie, zm. 1 sierpnia 1944 w Warszawie) – podpułkownik piechoty Wojska Polskiego, kawaler Orderu Virtuti Militari.

## Życiorys
Syn Karola i Marii z domu Szarkiewicz. W C. K. gimnazjum w Rzeszowie do momentu wybuchu I wojny światowej w 1914 ukończył 6 klas gimnazjum. Służył w Legionach Polskich od sierpnia 1914 początkowo w 2 pułku piechoty, a od listopada w 3 pułku piechoty. Dowodził w nim plutonem po ukończeniu kursu oficerskiego w Zegrzu. W szeregach II Brygady przeszedł w lutym 1918 przez front pod Rarańczą i od marca dowodził plutonem w 16 pułku strzelców II Korpusu Polskiego na Wschodzie. Przebywał w niewoli niemieckiej w Brześciu po bitwie pod Kaniowem od maja do listopada 1918 roku.
Oficer służby stałej Wojska Polskiego od listopada 1918, w którym był początkowo referentem kwatermistrzostwa w Komendzie Miasta w Warszawie. W 3 pułku piechoty Legionów był dowódcą kompanii od kwietnia 1919, dowódcą II batalionu od maja 1927 i dowódcą III batalionu od maja 1928.
Od lipca 1930 inspektor PW i WF DOK X Przemyśl, a w kwietniu 1932 został dowódcą batalionu KOP „Bereźne”. Zastępca dowódcy 9 pułku piechoty Legionów od listopada 1937, a od grudnia 1938 był dowódcą tego pułku. W kampanii wrześniowej 1939 roku był dowódcą Ośrodka Zapasowego 3 Dywizji Piechoty Legionów w Zamościu, a później dowodził oddziałem, który został utworzony na bazie tego ośrodka i wchodził w skład Grupy „Kowel”.
Po zakończeniu działań wojennych przybył do Warszawy. Od lutego (czerwca?) 1940 w konspiracji w ZWZ. Nie jest znany bliżej jego przydział początkowy. Na jesieni 1941 w stopniu podpułkownika pod pseudonimem „Szeremeta” objął po ppłk. Mieczysławie Dobrzańskim szefowanie Wydziałem II Komendy Okręgu Warszawa-Miasto ZWZ, a od kwietnia 1942 został szefem Wydziału II Komendy (po kpt. Tadeuszu Sztumberk-Rychterze) nowo utworzonego Obszaru Warszawa AK. Występował w nim pod pseudonimami: „Szeremeta”, „Docent”, „Przewodnik” i „Rentgen”. Przekazywał również od wiosny 1943 informacje Wydziałowi Informacji Sztabu Głównego GL, a dzięki temu wydział ten zawdzięczał jemu kilka sukcesów w walce z agentami Gestapo, którzy rozpracowywali PPR i GL. Zaginął podczas powstania warszawskiego 1 sierpnia 1944 w drodze do kwatery Komendy Obszaru Warszawa AK.
Opublikował Zarys historji wojennej 3-go pułku piechoty Legionów (W. 1930).

## Ordery i odznaczenia
- Krzyż Srebrny Orderu Wojskowego Virtuti Militari nr 3858 – 1921[4][5]
- Krzyż Niepodległości – 6 czerwca 1931 „za pracę w dziele odzyskania niepodległości”[6]
- Krzyż Kawalerski Orderu Odrodzenia Polski – 11 listopada 1936 „za zasługi w służbie wojskowej”[7]
- Krzyż Walecznych – 1921
- Złoty Krzyż Zasługi – 10 listopada 1928[8]